# Hipohiïnis
Els hipohiïnis (Hippohyini) són una tribu extinta de suïns que viqueren al subcontinent indi entre el Miocè superior i el Pliocè superior. Conté tres gèneres: Hippohyus, Sinohyus i Sivahyus.
Es caracteritzaven per tenir el crani allargat i robust, amb la cresta sagital ben desenvolupada i una dentadura adaptada a una dieta omnívora. Hippohyus n'era el representant més gros i pesant, amb un pes de fins a 200 kg. Sinohyus n'era el representant més petit i lleuger, amb uns 50 kg. Sivahyus era de mida intermèdia, amb uns 100 kg.
Els hipohiïnis aparegueren a finals del Miocè a Àsia, on convivien amb altres suïns, com els potamoquerinis i els suïnis. Es creu que són els avantpassats dels actuals facoquerinis. S'extingiren a finals del Pliocè, possiblement a causa del canvi climàtic o de la competència amb altres herbívors.